# Permeabilita
Permeabilita je v elektrotechnice fyzikální veličina, která vyjadřuje vliv určitého materiálu nebo prostředí na výsledné účinky působícího magnetického pole. Některá prostředí tyto účinky zesilují, jiná je zeslabují a existují také prostředí bez tohoto vlivu.

## Značení a definice
- značka μ (řecké mí)
- jednotky 
  - v soustavě SI je henry na metr, značka {\displaystyle \mathrm {H\cdot m^{-1}} }nebo také newton na čtvereční ampér, značka {\displaystyle \mathrm {N\cdot A^{-2}} },
  - v základních jednotkách kilogram metr na čtvereční ampérsekundu, {\displaystyle \mathrm {kg\cdot m\cdot A^{-2}\cdot s^{-2}} }.
- definiční vztah:

{\displaystyle \mu ={\frac {B}{H}}},
kde {\displaystyle B} je magnetická indukce a {\displaystyle H} intenzita magnetického pole.
V látkovém prostředí její hodnota závisí na vlastnostech daného materiálu – lze ji tedy považovat za materiálovou konstantu. Nicméně v obecném případě její hodnota závisí také na dalších parametrech, např. na velikosti působícího magnetického pole – pak je tedy funkcí (má závislost na) materiálu a intenzity pole. Typickým příkladem materiálů, které mají tuto obecnější závislost, jsou feromagnetické látky. Některé z nich navíc vykazují hysterezi, což v tomto případě znamená, že jejich magnetické vlastnosti závisí také ještě na hodnotách magnetického pole, jemuž byly vystaveny v minulosti. Kromě toho je výše uvedená definice pro neměnné pole a v případě že je pole proměnlivé – typicky periodicky – může se objevit rovněž závislost na frekvenci.

## Permeabilita vakua
Permeabilita vakua se značí {\displaystyle \mu _{0}} a je to fyzikální konstanta, která je koeficientem úměrnosti mezi veličinami {\displaystyle B} a {\displaystyle H} ve vakuu podle výše uvedeného vztahu. Obě tyto veličiny charakterizují magnetické pole; to může být ve vakuu vytvářeno pohybujícím se elektrickým nábojem, tedy rovněž elektrickým proudem, změnou elektrického pole v čase nebo obojím, tudíž obě tyto veličiny jsou úměrné těmto vytvářejícím vlivům. Jejich rozdíl pak spočívá jednak v tom, že {\displaystyle B} zohledňuje vliv látky v prostředí, jímž se pole šíří, a dále v tom, že magnetická indukce je definována prostřednictvím síly, kterou pole působí na pohybující se náboj, zatímco intenzita magnetického pole nikoliv. Ve vakuu je vliv látky odstraněn a permabilita vakua je tedy koeficient doplňující výrazy s faktory vytvářejícími magnetické pole tak, aby ve vakuu odpovídaly silovému působení pole – buď přímo, ve vztazích pro sílu, nebo nepřímo, prostřednictvím magnetické indukce.
V soustavě SI permeabilita vakua přestala být po redefinici SI od r. 2019 pevnou konstantou s přesnou hodnotou (do té doby přesně {\displaystyle \mu _{0}=4\mathrm {\pi } \cdot 10^{-7}\,\,\mathrm {H\cdot m^{-1}} }) a je závislá na experimentálním určení. 
Její doporučovaná hodnota podle adjustace z roku 2022 je: {\displaystyle \mu _{0}=1{,}256\,637\,061\,27(20)\cdot 10^{-6}\,\,\mathrm {N\cdot A^{-2}} }
Spolu s permitivitou vakua figuruje ve vzorci pro rychlost světla ve vakuu
{\displaystyle c={\frac {1}{\sqrt {\varepsilon _{0}\mu _{0}}}}\,.}

## Relativní permeabilita
| Materiál       | {\displaystyle \mu _{r}} |
| -------------- | ------------------------ |
| Argon          | 0,999 999 989            |
| Dusík          | 0,999 999 993            |
| Měď            | 0,999 991                |
| Rtuť           | 0,999 969                |
| Stříbro        | 0,999 974                |
| Voda           | 0,999 991                |
| Zlato          | 0,999 963                |
| Hliník         | 1,000 023                |
| Chrom          | 1,000 32                 |
| Kyslík plynný  | 1,000 001 86             |
| Kyslík kapalný | 1,003 620                |
| Platina        | 1,000 27                 |
| Vzduch         | 1,000 000 35             |
| Kobalt         | 80 až 200                |
| Nikl           | až 1 120                 |
| Železo         | 300 – 10 000             |
| Permalloy      | 50 000 – 140 000         |

Jako relativní permeabilita se označuje podíl permeability daného materiálu a permeability vakua, tedy:
{\displaystyle \mu _{r}={\frac {\mu }{\mu _{0}}}\,.}
Je to bezrozměrná veličina. S pojmem relativní permeability úzce souvisí veličina označovaná jako magnetická susceptibilita, která popisuje stejnou vlastnost látky, ale je poněkud odlišně zavedena.
V protikladu k pojmu relativní permeabilita bývá permeabilita {\displaystyle \mu =\mu _{0}\mu _{r}} také označována jako absolutní permeabilita daného materiálu.
Relativní permeabilita většiny látek je (velmi) blízko hodnoty 1, což odpovídá slabé reakci na magnetické pole. Tato reakce vzniká na základě toho, že jednou ze základních složek hmoty jsou elektrony a ty vykazují magnetické vlastnosti. Přímo {\displaystyle \mu _{r}=1}, tedy že {\displaystyle \mu =\mu _{0}}, se vyskytuje pouze výjimečně, v případech kdy se vzájemně vyruší vliv protichůdných reakcí látky na magnetické pole. 
Na základě velikosti hodnoty relativní permeability rozdělujeme materiály do tří základních skupin:
- diamagnetické ({\displaystyle \mu _{r}<1}, konstantní)
  - magnetické pole mírně zeslabují, jsou z něj vytlačovány
  - např. kovy 11. a 12. skupiny (Cu, Ag, Au, Hg), dále inertní plyny, většina organických látek
  - supravodiče mohou do určité intenzity magnetického pole zcela zamezit jeho vnikání do svého objemu a tedy v určité oblasti je {\displaystyle \mu _{r}=0}
- paramagnetické ({\displaystyle \mu _{r}>1}, konstantní)
  - magnetické pole mírně zesilují, jsou do něj vtahovány
  - např. z kovů Al, Mn, Cr, Pt, z nekovů např. O
- feromagnetické ({\displaystyle \mu _{r}\gg 1}, závisí na intenzitě magnetického pole) 
  - magnetické pole výrazně zesilují, jsou silně přitahovány
  - např. Fe, Co, Ni, Gd, Ru a jejich slitiny